# سدة العيدروس
سدة العيدروس هي إحدى المعالم التاريخية في مدينة الشحر في اليمن. وقد قُدِّر تاريخ بننائها بين عامي 1868 و1888. وقد شكل نموذجاً فريداً للبوابات الإسلامية في حضرموت. وقد سميت بهذا الاسم نسبة للإمام الشيخ العيدروس تخليداً لذكراه ومسجد العيدروس المجاور له.
تتكون البوابة من ثلاثة طوابق - الطابق الأول يشمل المدخل الذي يبلغ عرضه حوالي 2.5 متر وارتفاعه 4.5 متر. ويغلق هذا المدخل بباب خشبي سميك ذو ضلفتين متساويتين كل منهما (1.5*3 متر).  واجهته مغطاة بصفائح حديدية مثبتة بمسامير ضخمة. ويغلق مدخلها بواسطة باب خشبي سميك ذو جانبين متساويين. يحتوي الطابق الثاني على غرفة واسعة في أعلى البوابة في منتصف البناء. وفي الجناحين المحيطين به أربع غرف وحمامين ويتكون كل جناح من غرفتي نوم وحمام. ويحتوي الطابق الثالث على غرفتين للمراقبة بالإضافة إلى سور يدور حول السقف بارتفاع متر ونصف. ويُستخدَم مبنى البوابة اليوم قسمًا إعلاميًّا ومكتبًا لهيئة الآثار والمتاحف والمخطوطات.